# Mörttjärnen (Ockelbo socken, Gästrikland)
Mörttjärnen är en sjö i Ockelbo kommun i Gästrikland och ingår i Testeboåns huvudavrinningsområde. Sjön är 11,1 meter djup, har en yta på 0,329 kvadratkilometer och befinner sig 237,2 meter över havet. Sjön avvattnas av vattendraget Mörttjärnsbäcken.

## Delavrinningsområde
Mörttjärnen ingår i det delavrinningsområde (676667-153672) som SMHI kallar för Ovan 676509-154004. Medelhöjden är 265 meter över havet och ytan är 15 kvadratkilometer. Det finns inga avrinningsområden uppströms utan avrinningsområdet är högsta punkten. Mörttjärnsbäcken som avvattnar avrinningsområdet har biflödesordning 3, vilket innebär att vattnet flödar genom totalt 3 vattendrag innan det når havet efter 65 kilometer. Avrinningsområdet består mestadels av skog (86 procent). Avrinningsområdet har 0,39 kvadratkilometer vattenytor vilket ger det en sjöprocent på 2,6 procent.